# Schloss Tarasp
Schloss Tarasp liegt auf einem kegelförmigen Felshügel im Südwesten der Gemeinde Scuol im schweizerischen Kanton Graubünden. Als eine der imposantesten Burgen Graubündens gilt es als Wahrzeichen des Unterengadins. Das Schloss wird von jährlich rund 15'000 Personen besichtigt.

## Anlage
Der Burghügel erhebt sich über eine Terrasse auf der rechten Innseite. Zu seinen Füssen liegen die Weiler Sparsels, Fontana, Florins und Sgnè – die bis Ende 2014 die Gemeinde Tarasp bildeten – sowie der im Mittelalter angelegte Taraspersee (rätoromanisch Lai da Tarasp).
Die das Tal dominierende Burganlage besteht aus Oberburg, Unterburg und einem befestigten Zugang. Die Oberburg besteht aus der Kernburg, einem Süd- und einem Nordtrakt, Wehrgängen und der Zisterne, die Wohnbauten gruppieren sich um einen Innenhof. Die Unterburg, die sich wie eine Terrasse nördlich der Oberburg erstreckt, besteht aus Wachthaus, Pulvertürmen, Torhaus, Kapelle und Campanile.
Das Schloss umfasst rund 100 Räume. Es besitzt eine Jehmlich-Orgel von 1915/16, deren Pfeifenwerk auf mehrere Nebenräume verteilt ist. Der Klang gelangt über Schallkanäle und durch Ziergitter in den Festsaal. Der dreimanualige Spieltisch steht in einer angrenzenden Kammer. Die Orgel hat Kegelladen, pneumatische Traktur und 38 Register.

## Geschichte
Prähistorische Gräberfunde bei Sparsels und die sogenannten Hexensteine bei Sgnè zeigen, dass die Gegend um den Burghügel schon vor dem Bau der Burg besiedelt war. Münzfunde lassen auf einen römischen Spähturm auf dem Burghügel schliessen.

### Mittelalter
Die Grundzüge des Schlosses stammen aus den Jahren um 1040, als Graf Ulrich I. auf dem 100 Meter hohen Burghügel die Burg errichten liess und die ersten Rodungen der Terrassen des rechten Innufers rund um die Festung vornahm. «Tarasp» kommt vielleicht von lateinisch terra aspera ‚Ödland‘ – ein Hinweis auf die Neugründung mitten im Rodungsgebiet. Die Familie der Tarasper stammt Überlieferungen zufolge angeblich aus Rom und Mailand, Besitzungen deuten auf eine Herkunft aus dem Raum Como hin.
Die Herrschaft der edelfreien Herren von Tarasp dehnte sich auch auf Güter und Rechte in Ftan, Scuol, Ardez, Zernez, Sent, Ramosch, Nauders, das Paznaun, Oberengadin, Vinschgau, Veltlin, Oberhalbstein und Bayern aus. So sind beispielsweise die Herren von Ramosch als Dienstherren der Tarasper bezeugt.
In der Zeit zwischen 1087 und 1095 stifteten Ulrich II., von 1089 bis 1096 Bischof von Chur, und dessen Geschwister Eberhard, Gebhard und Egino von Tarasp im benachbarten Scuol zum Fusse der Burg ein «Hauskloster». 1146 wurde das Benediktinerkloster unter Abt Adelbert als Abtei Marienberg durch Eberhards und Ulrichs Grossneffen Ulrich III. und dessen Frau und Adelberts Schwester Uta in der Funktion einer «Gedächtnisstiftung der Tarasper» ins Obere Vinschgau nahe Burgeis verlegt. Uta von Tarasp betrieb nach 1151 auch die Reaktivierung des benachbarten Benediktinerinnenklosters St. Johann in Müstair als Nonnenkloster. Die Klöster Müstair und Marienberg wurden auch in den folgenden Jahren mit Schenkungen aus Tarasp bedacht.

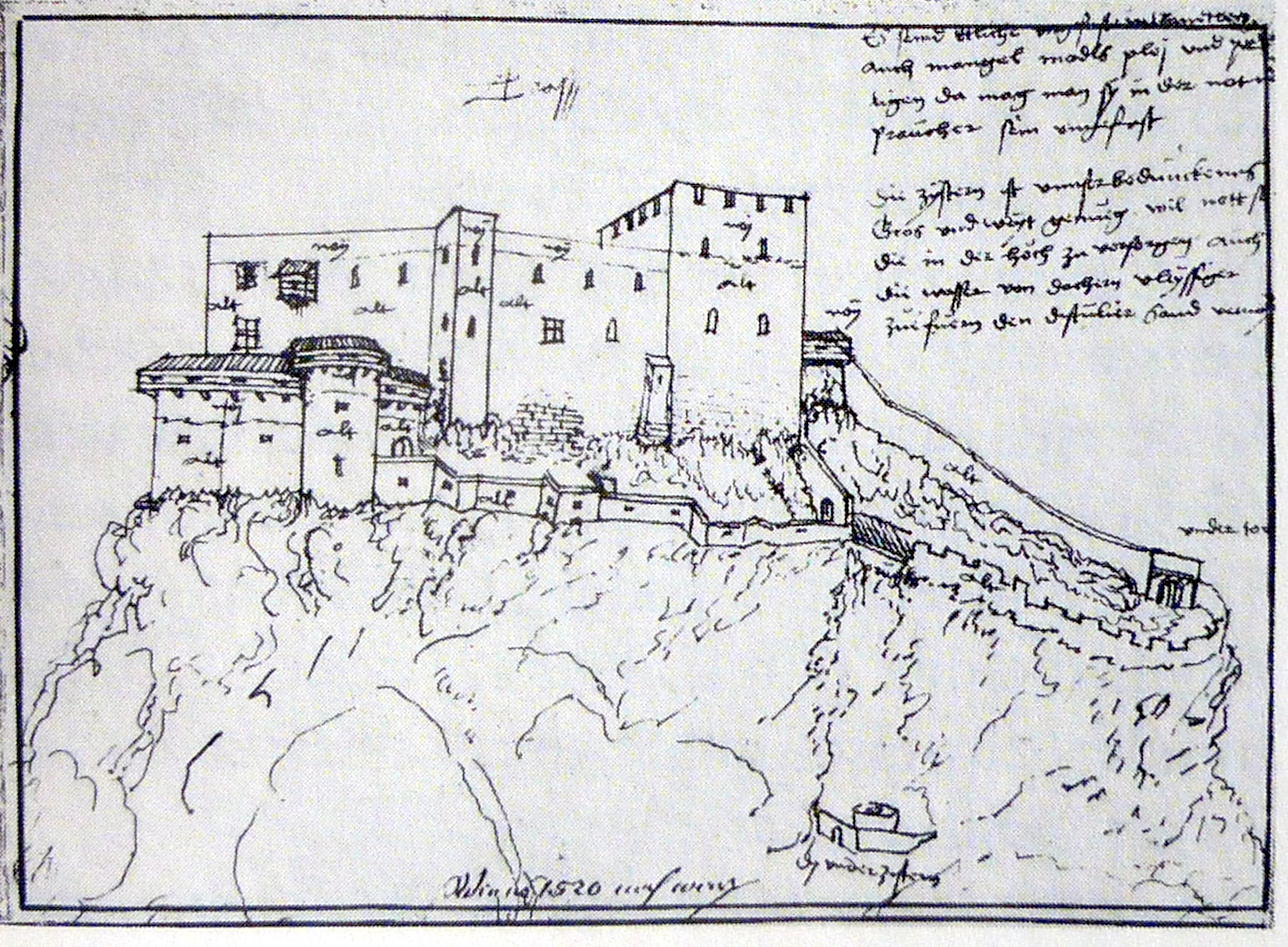
Ansicht von Norden mit geplanten Neubauten (um 1520)

Besitzansprüche des Bistums Chur an der Burg gehen auf das Jahr 1160 zurück: Ulrich III. von Tarasp vermachte seinen Anteil dem Bistum, Ulrichs Neffe Gebhard überfiel, vermutlich unterstützt von den Grafen von Tirol, die Burg und liess die bischöfliche Besatzung töten. Daraufhin belagerten Ulrich III., sein Cousin Egino von Matsch und der Churer Bischof Burg Tarasp und zwangen Gebhard zur Übergabe der Burg. Gebhard musste seinen Anteil dem Bistum vererben, sollte er kinderlos sterben, durfte jedoch die Burg als Lehen des Bischofs behalten.
Nach dem Erlöschen der Herrschaft der Tarasper 1177, Ulrich V. war kinderlos ins Kloster Marienberg eingetreten, wechselten Burg und Besitztümer häufig die Eigentümer: Zunächst gingen sie an das Bistum Chur und noch vor 1200 an die Herren von Reichenberg im Vinschgau. 1239 verkaufte Swiker von Reichenberg sie an Graf Albert III. von Tirol und dessen Schwiegersohn und Erben Graf Meinhard III. von Görz, was zu verschiedenen Auseinandersetzungen zwischen den Grafen von Tirol, den Bischöfen von Chur und den Bündnern um die Burg und damit die Vormachtstellung im Unterengadin sorgte, zumal damit auch die Pertinenzen, insbesondere das zugehörige churische Gericht im Unterengadin, an die Tiroler fiel. Es kam dadurch um die Mitte des 13. Jahrhunderts zu langwierigen Streitigkeiten zwischen dem churischen Vitztum Swiker III. von Reichenberg und den Vögten der Klöster Müstair und Marienberg, den Herren von Matsch, bezüglich ihrer Kompetenzgrenzen. Swiker fand Unterstützung bei seinen Verwandten, den Herren von Ramosch und von Montalban. Wegen der Plünderungen und Brandschatzungen der Vögte von Matsch am Besitz des Bistums Chur wurde 1252 ein Schiedsgericht bestellt, das 1253 zu einer Sühne führte, wobei die Matscher eine von ihnen besetzte «Burg Raminstein» an den Bischof herausgeben sollten, der diese zu schleifen hatte, während er im Gegenzug eine neue Burg errichten durfte, was bis 1259 zum Neubau der Churburg bei Schluderns im Vinschgau führte, die nur 2700 Meter von den Burgen der Matschern entfernt lag. Doch gelang es diesen bereits 1297, die neue Burg unter ihre Kontrolle zu bringen. Auch erhielten sie von den Tiroler Grafen ab 1273 das Vogtsamt über die Herrschaft und Burg Tarasp. Von 1363 bis 1464 hatten sie diese auch als Lehensträger inne, mit einer kurzen Unterbrechung durch die Herrschaft von Friedrich VII. von Toggenburg (1422–36). Die Matscher, die Vögte im Vinschgau, Münstertal und auf Burg Greifenstein sowie bis 1348 auch in der Grafschaft Chiavenna, dem oberen Veltlin und dem Puschlav, konnten ihre Eigentumsrechte auch 1421 gegen den Churer Bischof behaupten, der wegen der Schenkung von 1160 noch immer Ansprüche erhob. Sie dürften der Burg auch mehr oder weniger die heutige Gestalt gegeben haben.

### Neuzeit

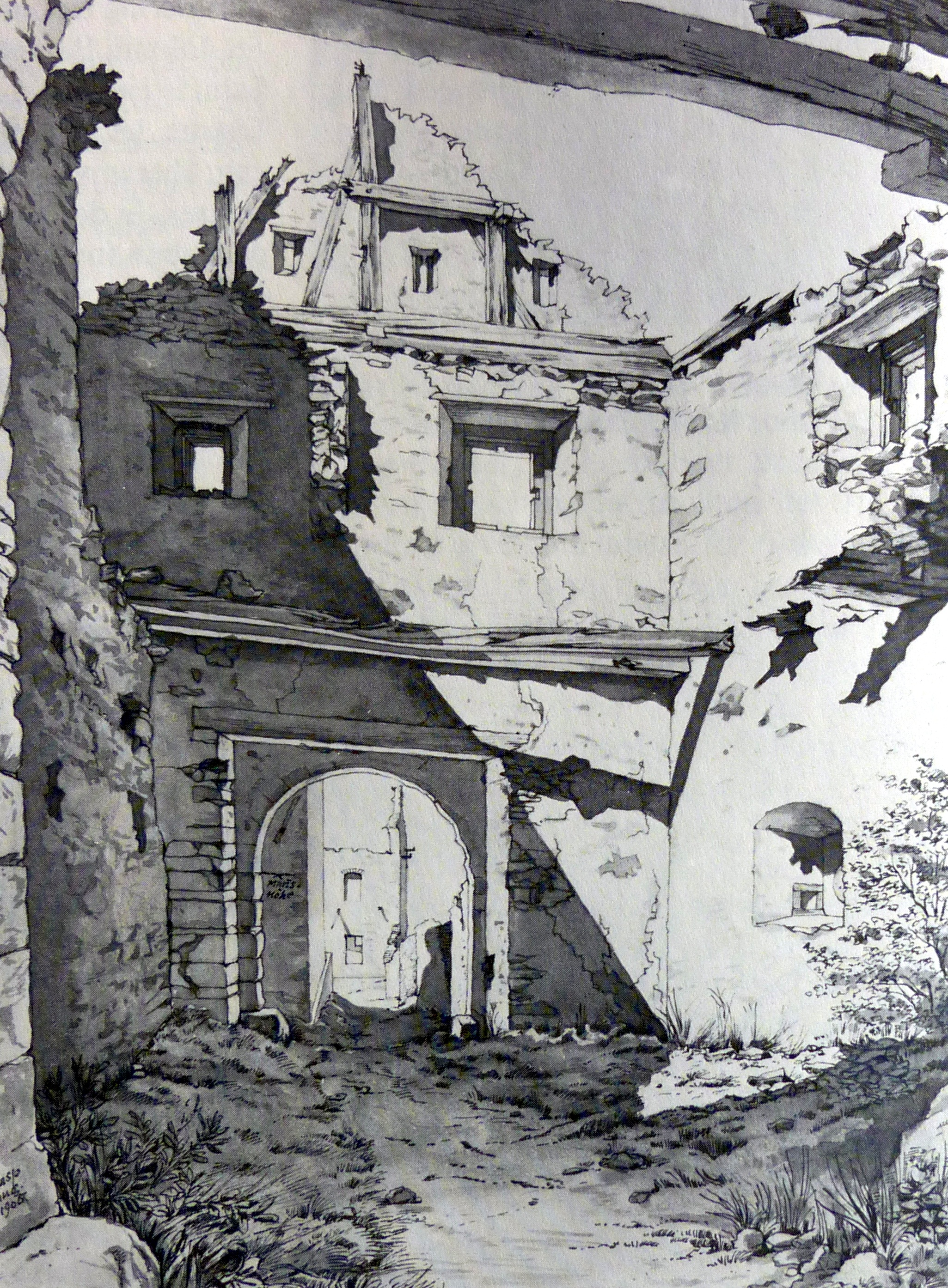
Inneres des Torhauses um 1904

Luftbild von Walter Mittelholzer (1925)

Über Herzog Sigismund von Tirol, der die Burg für 2000 Gulden von den Herren von Matsch kaufte, kam Tarasp 1464 als Grafschaft in habsburgischen und somit österreichischen Besitz, was zur Fehde zwischen den Unterengadinern und Österreich führte. Ein Jahr später wurde die österreichische Grafschaft Tarasp zwar bestätigt, die Auseinandersetzungen rissen jedoch nicht ab. So ist überliefert, dass man sich 1548 und 1578 auf Belagerungen vorbereitete. Im Verlauf des 16. Jahrhunderts wurde die Burg als Grenzfestung ausgebaut und auf ihren heutigen Umfang vergrössert, dennoch wurde Schloss Tarasp 1612 von der Bündner Bevölkerung erstürmt und verwüstet. Die Bündner Wirren 1620–1635 und ein Blitzschlag 1625 setzten dem Schloss heftig zu. 1648 mit dem Ende des Dreissigjährigen Kriegs erlangte der Freistaat der Drei Bünde seine Unabhängigkeit vom Heiligen Römischen Reich. Während sich das übrige Unterengadin vier Jahre später endgültig von Österreich loskaufte, verblieb Tarasp bei den Habsburgern.
Das österreichische Wappen auf den Schlossmauern und die Inschrift «Hie Estereih» künden noch heute von dieser Zeit der Spannungen zwischen dem protestantischen Gotteshausbund, der 1367 durch das Bistum Chur als Gegengewicht zur Habsburger Expansion gegründet worden war, und dem katholischen Österreich, die sich erst im 18. Jahrhundert beruhigten.
1687 wurde Tarasp den Fürsten von Dietrichstein zu Nikolsburg in Mähren als erbliches Reichslehen überlassen, die Steuerhoheit verblieb jedoch beim Haus Habsburg. 1714–1716 liessen die Fürsten von Dietrichstein grössere Renovationen vornehmen. Letzte Instandhaltungsarbeiten sind von 1722 bis 1732 überliefert.
Mit dem Reichsdeputationshauptschluss 1803 im Zuge der Neuordnung des Heiligen Römischen Reichs fiel Tarasp als letzte österreichische Enklave in der Schweiz an die Helvetische Republik, die Festung verlor ihre strategische Bedeutung. Bis etwa 1815 wurde die Burg bewohnt; Pläne des noch jungen Kantons Graubünden, dort ein Gefängnis einzurichten, wurden verworfen. Der Kanton verkaufte das heruntergekommene Schloss 1829 für weniger als 5000 Franken an Landammann Men Marchi aus Scuol weiter. Über dessen Erben kam das Schloss 1840 an Gregor Pazeller von Tarasp, 1855 an Caspar de S. Jon aus Tarasp, ein Jahr später kaufte es Nationalrat Andreas Rudolf von Planta-Samedan für 1100 Franken. Dessen Sohn R. U. von Planta verkaufte es 1900 für 20'000 Franken an den Dresdner Industriellen und Mäzen Karl August Lingner, der es während eines Kuraufenthaltes in Tarasp-Vulpera kennengelernt hatte. Von 1907 bis 1916 liess dieser den Bau, beaufsichtigt und geplant durch den Kunsthistoriker Kuno Ferdinand Graf von Hardenberg, von dem Burgenfachmann Johann Rudolf Rahn im Stil des Historismus renovieren, in der Waffenkammer eine Konzertorgel einbauen und auf dem Schlosshügel eine Parkanlage errichten. Die Orgel zählt mit 39 klingenden Registern zu den grössten Orgeln in europäischem Privatbesitz.
Mit seinem Tod am 5. Juni 1916 vermachte Lingner das Schloss testamentarisch König Friedrich August III. von Sachsen, der das Erbe jedoch ausschlug, weil er laut Testament jährlich eine bestimmte Zeit auf dem Schloss hätte wohnen müssen. Darauf ging das Schloss an den Grossherzog Ernst Ludwig von Hessen-Darmstadt und bei Rhein. 1919, nach der Ausrufung der Republik, wurde zwischen dem nunmaligen Volksstaat Hessen und dem zurückgetretenen Grossherzog vereinbart, dass das Schloss Tarasp als Schatullgut Privateigentum von Ernst Ludwig werden sollte. Nach dem Tod von Ernst Ludwig ging das Schloss letztendlich an seinen Sohn Ludwig von Hessen und bei Rhein. Dessen Ehe mit Margaret Prinzessin von Hessen und bei Rhein blieb kinderlos, so dass nach ihrem Tode die Burg an die Erben aus dem Hause Hessen-Kassel fiel und bis 2016 in deren Eigentum blieb.
Die Familie von Hessen-Kassel schloss mit der damaligen Gemeinde Tarasp 2008 eine auf vier Jahre angelegte und 2012 um zwei Jahre verlängerte Verkaufsvereinbarung, die 15 Millionen Franken für den Erwerb des Schlosses durch eine Stiftung aufbringen sollte. Die daraufhin am 1. November 2010 gegründete Stiftung «Pro Chastè Tarasp» hatte den Auftrag, zusammen mit der Gemeinde das Schloss zu unterhalten, es in ein Schulungs- und Konferenzzentrum umzugestalten, massvoll zu modernisieren und einem breiteren Publikum zugänglich zu machen. Nachdem die entsprechenden Bemühungen gescheitert waren, ging das Schloss am 30. März 2016 für 7,9 Millionen Franken an den Unterengadiner Künstler Not Vital über. Vital, der das Schloss kulturtouristisch aufwerten will, soll von der Gemeinde Scuol im Gegenzug bis zum Jahr 2030 einen jährlichen Zuschuss von 200'000 Franken zu den Betriebskosten erhalten. Später soll das Schloss in eine Stiftung überführt werden.
Seit 1919 werden öffentliche Führungen im Schloss angeboten.

## Galerie

Schloss Tarasp, Sparsels, Scuol. Historisches Luftbild von Werner Friedli (1947).
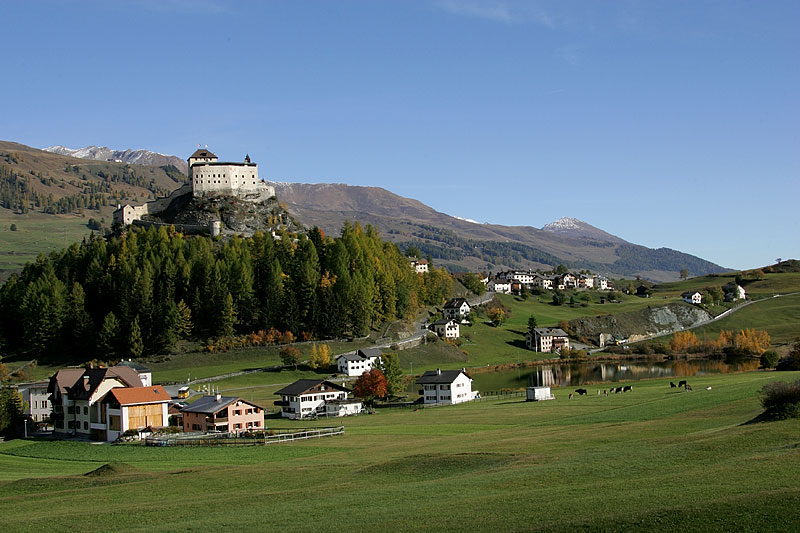
Lai da Tarasp mit Schloss Tarasp
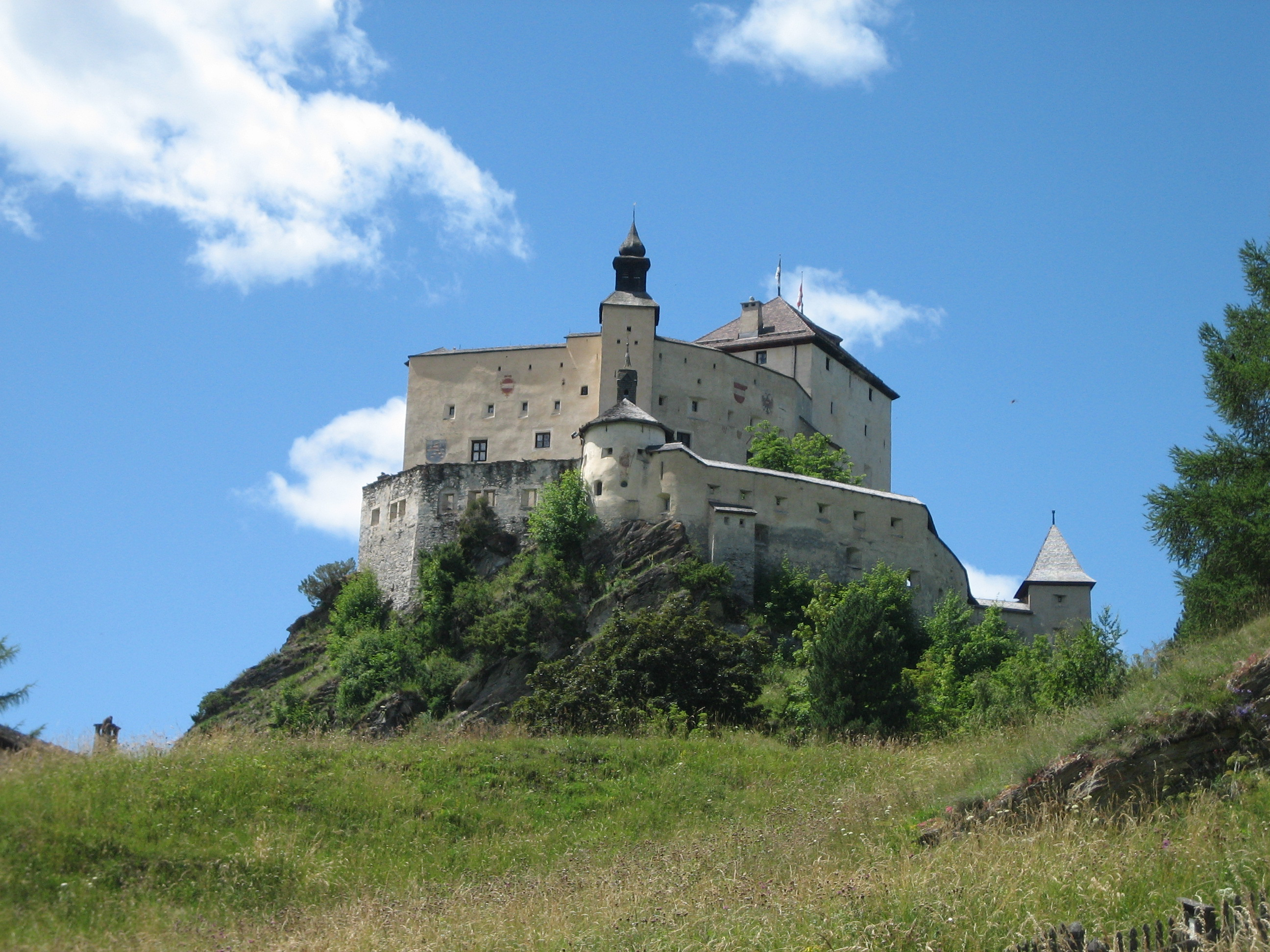
Blick von Osten aus Richtung Sparsels
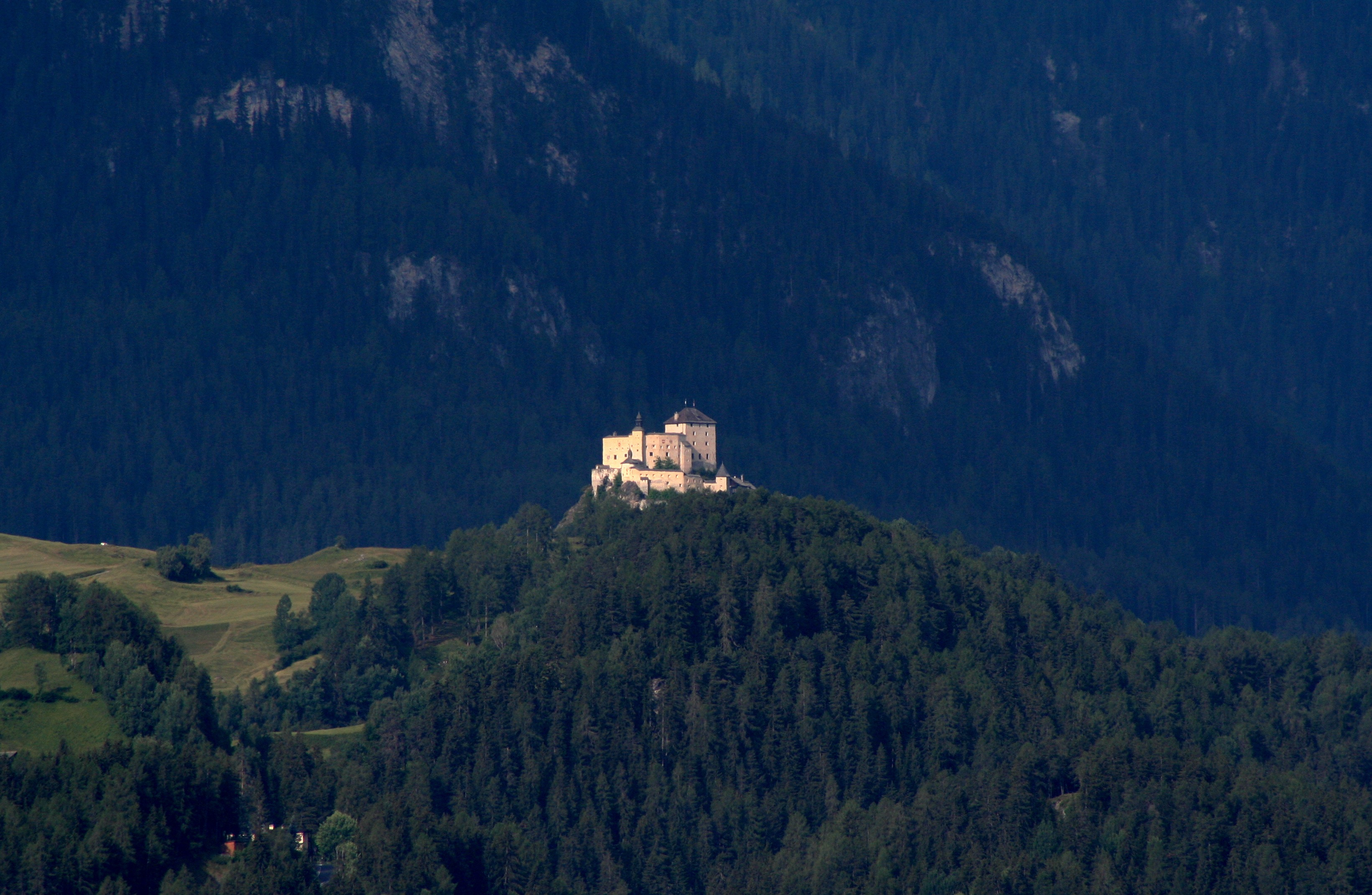
Blick von Süden
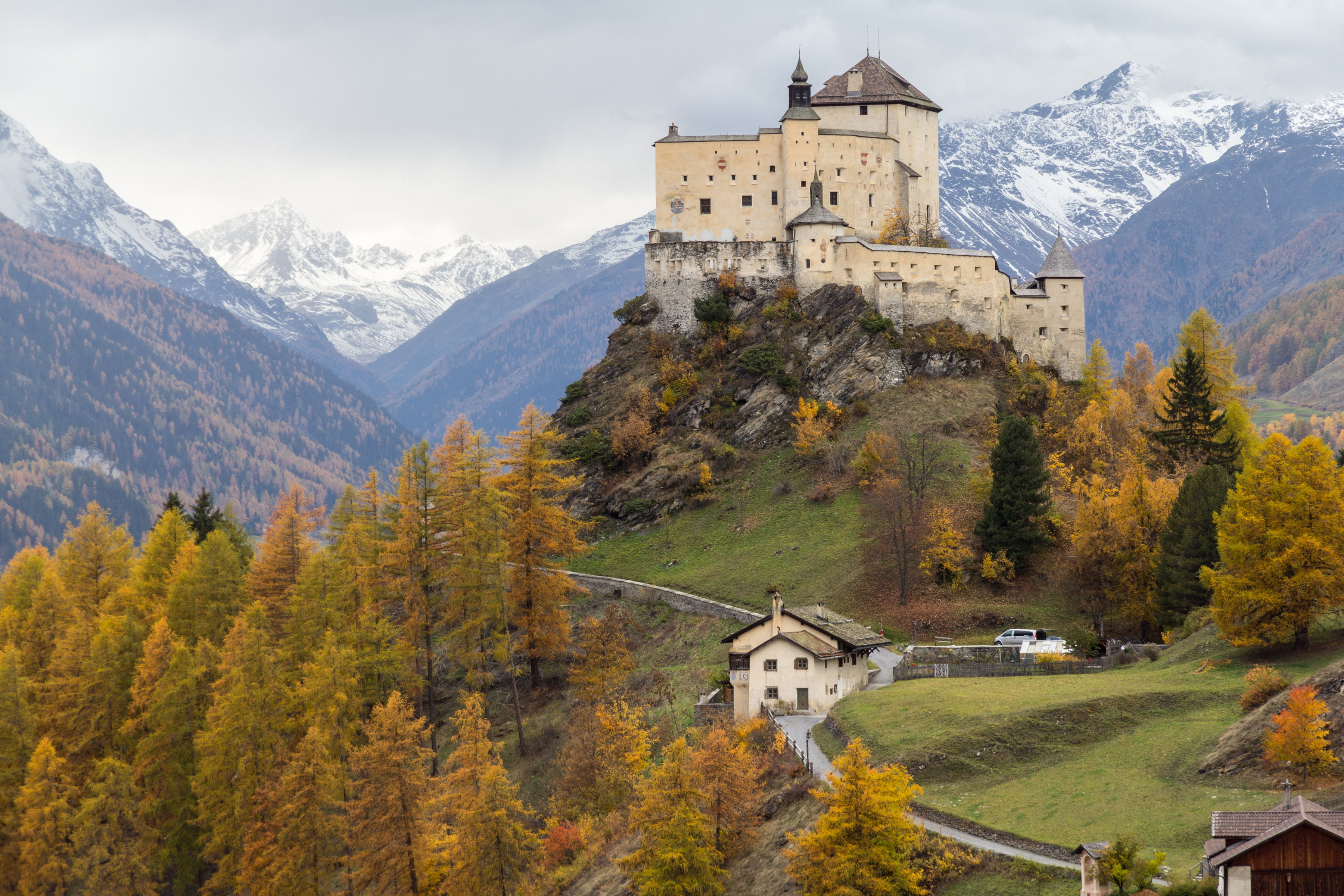
Schloss Tarasp im Herbst
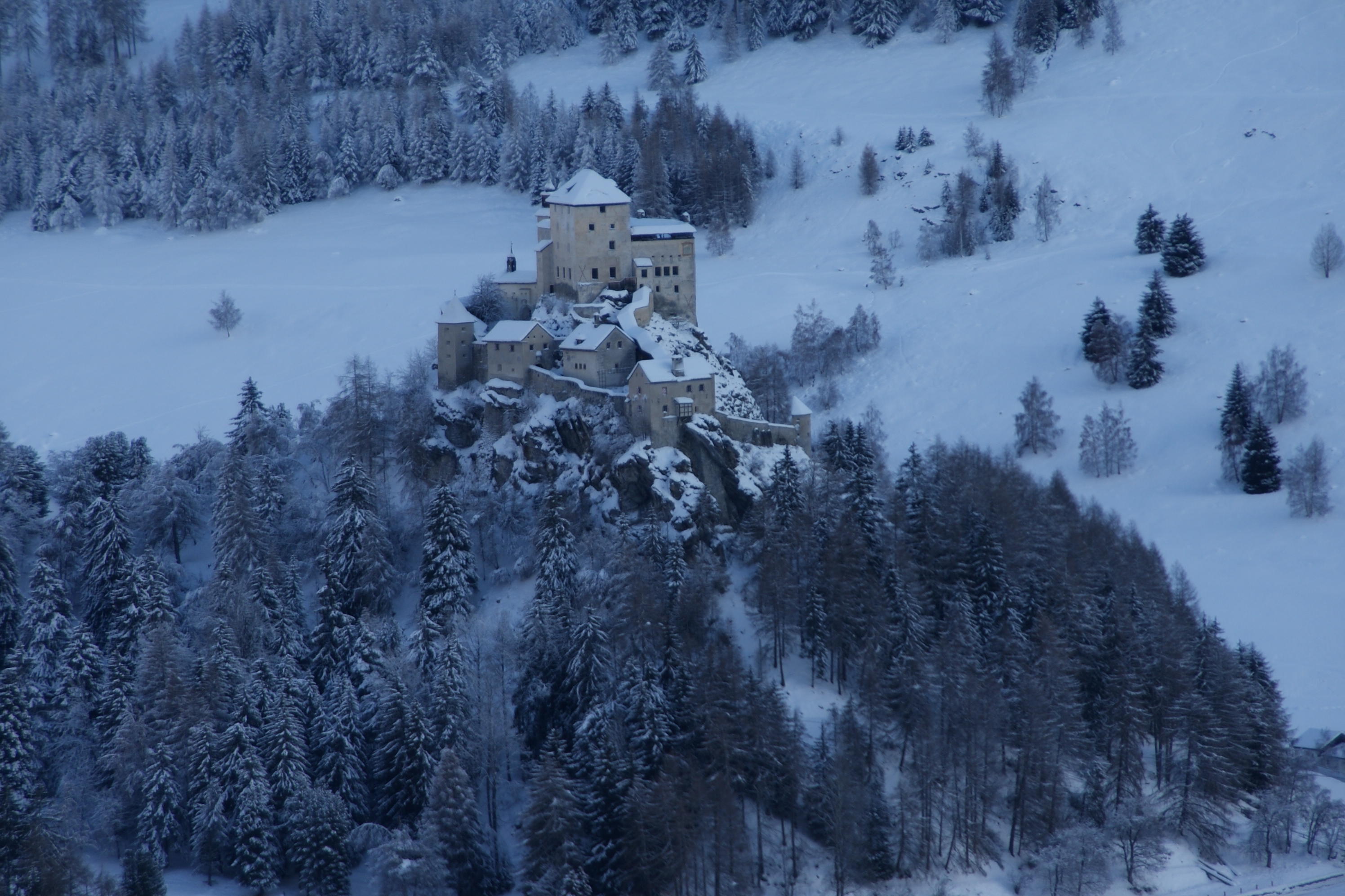
Im Winter
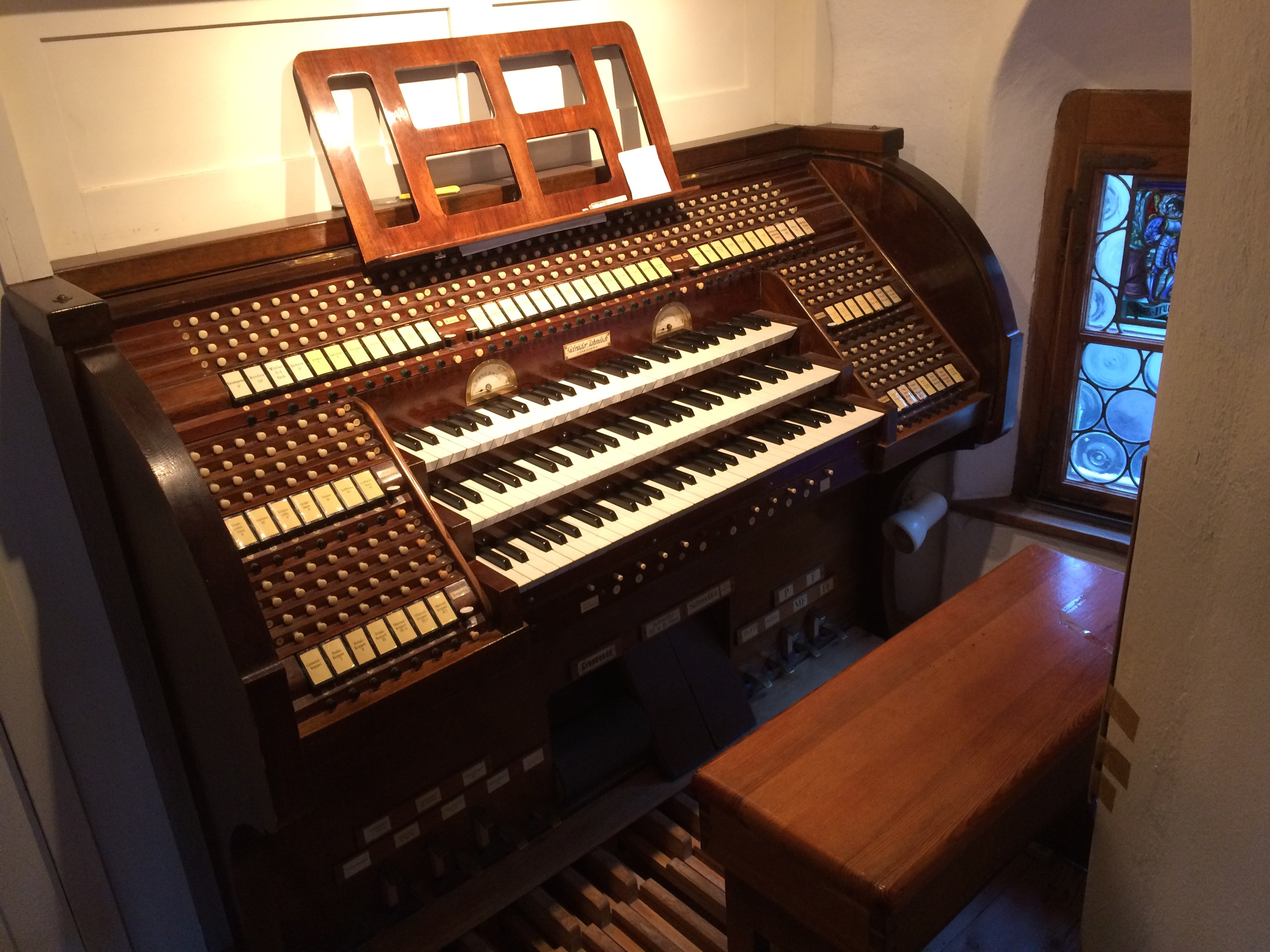
Karl August Lingners Konzertorgel
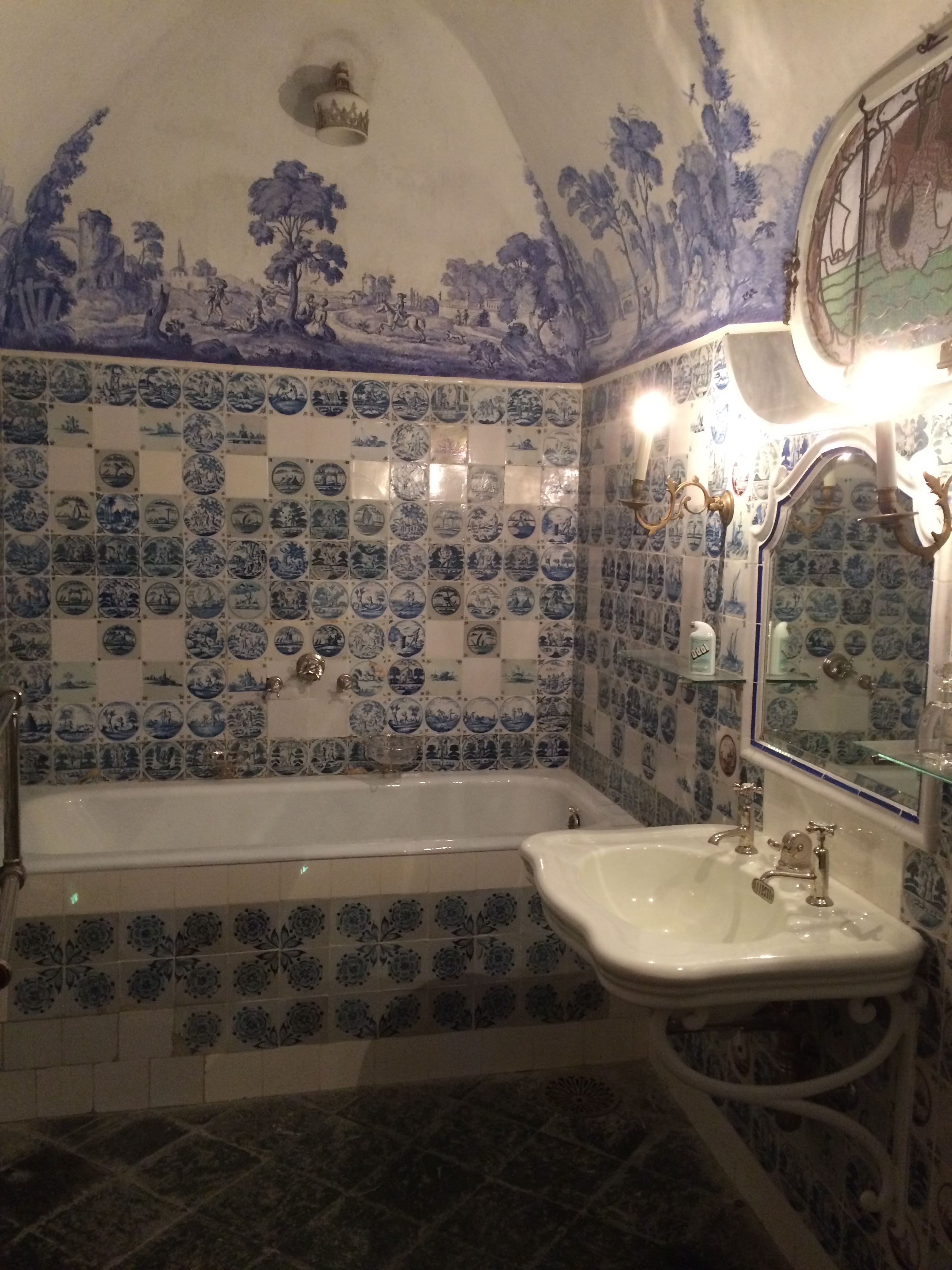
Karl August Lingners Bad
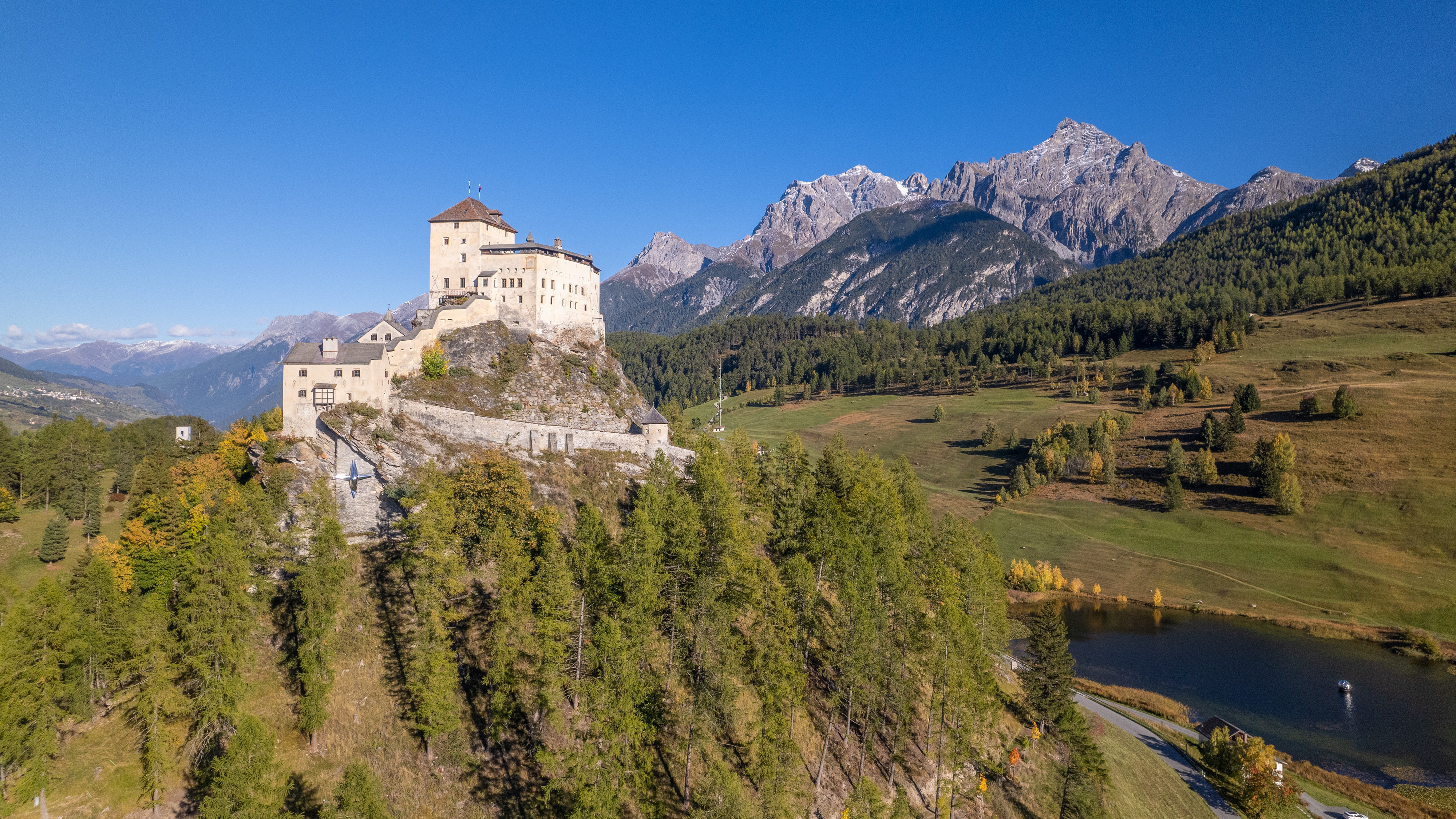
Schloss Tarasp